# Nerw promieniowy

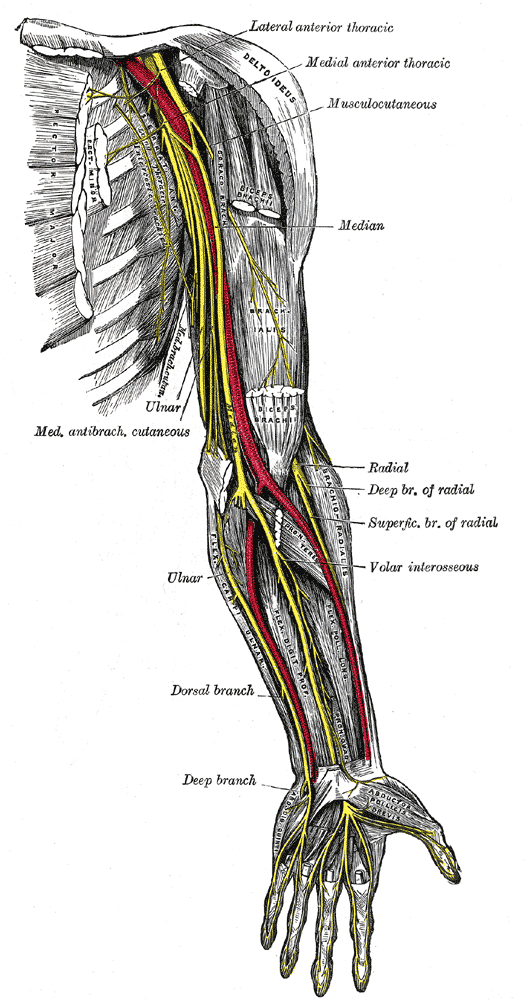
Przebieg nerwów kończyny górnej człowieka. Nerw promieniowy podpisany Radial

Nerw promieniowy (łac. nervus radialis) – w anatomii człowieka nerw kończyny górnej stanowiący przedłużenie pęczka tylnego splotu ramiennego; jest on najgrubszym nerwem tego splotu.

## Przebieg i zakres unerwienia
Pień nerwu promieniowego po odłączeniu się od splotu okrąża spiralnie od tyłu kość ramienną, biegnąc w bruździe nerwu promieniowego, przykryty głową boczną mięśnia trójgłowego. W tej okolicy nerw promieniowy oddaje szereg gałęzi ruchowych do mięśnia trójgłowego ramienia oraz gałąź czuciową – nerw skórny tylny ramienia, unerwiający skórę, pokrywającą głowę boczną tego mięśnia.
Po wydostaniu się z obrębu mięśnia trójgłowego nerw promieniowy biegnie po stronie bocznej ramienia. W okolicy łokciowej znajduje się między mięśniami ramienno-promieniowym a ramiennym. Od pnia nerwu promieniowego oddziela się jeszcze w obrębie ramienia nerw skórny tylny przedramienia.
W okolicy stawu łokciowego nerw promieniowy oddaje odgałęzienia do mięśnia ramienno-promieniowego, a następnie dzieli się na dwie gałęzie końcowe – głęboką (przechodzi na stronę tylną przedramienia, gdzie unerwia prostowniki przedramienia i mięsień łokciowy) i powierzchowną (biegnie po stronie powierzchownej przedramienia i przechodzi na grzbiet ręki, gdzie dzieli się na 5 nerwów grzbietowych palców, które unerwiają czuciowo stronę promieniową grzbietowej powierzchni ręki oraz częściowo grzbiet i zwrócone ku sobie powierzchnie palców I, II i III).

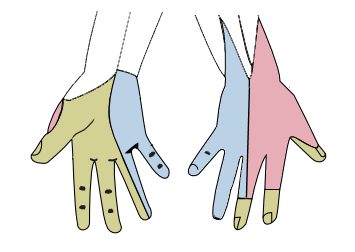
Zakres unerwienia czuciowego skóry prawej ręki:
kolor niebieski – nerw łokciowy
kolor różowy – nerw promieniowy
kolor zielony – nerw pośrodkowy

## Porażenie
Porażenie nerwu promieniowego zdarza się stosunkowo często, zazwyczaj na skutek urazu jego odcinka ramiennego. Jest to spowodowane jego przebiegiem – w tej części biegnie w bruździe kości ramiennej i złamanie może spowodować porażenie nerwu. Charakterystycznym objawem porażenia nerwu promieniowego jest ręka opadająca.